# Pyrocatéchol
Le pyrocatéchol est le benzène-1,2-diol (en nomenclature IUPAC), connu aussi sous le nom de catéchol (avec risque de confusion avec la catéchine). C'est l'isomère ortho du benzènediol, portant deux fonctions hydroxyles OH (un diphénol) de formule brute C6H6O2 utilisé dans de nombreuses synthèses organiques. Le pyrocatéchol a été isolé pour la première fois avec la catéchine en 1839 par le chimiste Allemand H. Reinsch en distillant de la sève d'acacia à cachou (Acacia catechu). Certaines catécholamines ont des fonctions physiologiques importantes.

## Origine
Les catéchols sont des motifs que l'on retrouve dans certaines molécules naturelles synthétisées par les organismes vivants. Par exemple, certaines protéines aux propriétés adhésives présentes dans les moules marines sont très riches en motifs catéchols et leur permet d'adhérer sur un grand nombre de supports.